# ニュートラッド1
ニュートラッド1は、2000年に岡崎産業が開発・販売したパチスロ機である。
尚球社時代からの主力機種であるトラッドシリーズの一つであり、本機はチェリー成立以外のボーナスorチェリー絵柄が一直線になることで随時3桁の8セグデジタルでボーナス当選の可否をプレイヤーに伝える。たとえ、一度外れたとしても「チャンス!」の声でデジタルが再始動する。そして、3桁揃うとボーナスが確定、奇数はビッグ、偶数はレギュラーが確定する（偶数のみ再々始動あり）。ビッグボーナス中はリプレイはずしも可能ではあるが、思ったより効果が薄いので順押しでの消化が望ましい。
ビッグボーナス終了後は業界として初めて搭載したリプレイタイム（いわゆるRT）が発動し、50G間リプレイが高確率で揃うようになる。そしてこのRTの最中もボーナスを抽選しており、ビッグボーナスなら再びRT50G、レギュラーボーナスならボーナス揃える前の残G数から復活する。これにより、連荘なら一気にコインを増やすことができる仕様となっていた。
本機はそこまでメジャーな機種になり得なかったものの、後にアシストリプレイ（AR）やストック機におけるノンエクストラRTなど、後のパチスロ界を大きく左右したシステムであった。特にストック機においては、次回のボーナス放出するG数を選択するためにRTは使われ、現在においては5号機などにもエクストラRTを搭載する機種も多く存在する。